# Joeri Poelmans
Joeri Poelmans (Boekhout, 8 september 1995) is een Belgische voetballer. Hij speelt als linksachter bij Lierse Kempenzonen.

## Carrière
Joeri Poelmans begon zijn voetbalcarrière bij het Limburgse KDH Jeuk, op zijn tiende verkaste hij naar de jeugdopleiding van Sint-Truidense VV. Na een aantal seizoenen werd hij opgemerkt door de Jean-Marc Guillou Academy, dat hem inlijfde op dertienjarige leeftijd. Door het samenwerkingsverband tussen de Jean-Marc Guillou Academy en Lierse SK stroomde Poelmans in 2015 door naar het eerste elftal van SK Lierse. 
Joeri Poelmans maakte zijn debuut voor het eerste elftal van Lierse SK op 24 mei 2015, in de met 3-1 verloren eindronde-wedstrijd tegen Lommel United. Na vier seizoenen bij Lierse te hebben gespeeld, werd de club in 2018 failliet verklaard. 
Nadien maakte hij transfervrij de overstap de Eerste divisie om te gan spelen bij het Noord-Brabantse Helmond Sport. In zijn eerste seizoen bij Helmond Sport haalde Poelmans tweemaal het Eerste divisie "Elftal van de Week". Dit mede door de vijf doelpunten die hij dat seizoen, als verdediger, wist te scoren. 
In 2020 werd hij opgepikt door het Roemeense Petrolul Ploiești, dat uitkomt in de Liga 2.
Na een aantal jaren in het buitenland keerde hij in juli 2021 terug naar het oude nest. Lierse Kempenzonen, de club die ontstaan is uit het faillissement van Lierse SK, lijfde hem transfervrij in. De club kocht de naam, het logo en de inboedel van het failliete Lierse SK op. Op woensdag 1 november 2023 speelde Poelmans in de bekerwedstrijd tegen Antwerp FC zijn 100ste wedstrijd in het geel-zwarte shirt.

## Clubstatistieken
| Seizoen        | Club               | Competitie         | Competitie | Competitie | Beker | Beker | Internationaal | Internationaal | Overig | Overig | Totaal | Totaal |
| Seizoen        | Club               | Competitie         | Wed.       | Dlp.       | Wed.  | Dlp.  | Wed.           | Dlp.           | Wed.   | Dlp.   | Wed.   | Dlp.   |
| -------------- | ------------------ | ------------------ | ---------- | ---------- | ----- | ----- | -------------- | -------------- | ------ | ------ | ------ | ------ |
| 2014/15        | Lierse SK          | Jupiler Pro League | 0          | 0          | 0     | 0     | –              | –              | 1      | 0      | 1      | 0      |
| 2015/16        | Lierse SK          | Eerste klasse B    | 30         | 0          | 0     | 0     | –              | –              | 0      | 0      | 30     | 0      |
| 2016/17        | Lierse SK          | Eerste klasse B    | 11         | 0          | 1     | 0     | –              | –              | 0      | 0      | 12     | 0      |
| 2017/18        | Lierse SK          | Eerste klasse B    | 11         | 0          | 0     | 0     | –              | –              | 0      | 0      | 11     | 0      |
| Club totaal    | Club totaal        | Club totaal        | 52         | 0          | 1     | 0     | 0              | 0              | 1      | 0      | 54     | 0      |
| 2018/19        | Helmond Sport      | Eerste divisie     | 35         | 5          | 1     | 0     | –              | –              | 0      | 0      | 36     | 5      |
| 2019/20        | Helmond Sport      | Eerste divisie     | 25         | 0          | 1     | 0     | –              | –              | 0      | 0      | 26     | 0      |
| Club totaal    | Club totaal        | Club totaal        | 60         | 5          | 2     | 0     | 0              | 0              | 0      | 0      | 62     | 5      |
| 2020/21        | Petrolul Ploiesti  | Liga 2             | 5          | 0          | 2     | 0     | –              | –              | 0      | 0      | 7      | 0      |
| Club totaal    | Club totaal        | Club totaal        | 5          | 0          | 2     | 0     | 0              | 0              | 0      | 0      | 7      | 0      |
| 2021/22        | Lierse Kempenzonen | Eerste klasse B    | 14         | 0          | 2     | 0     | –              | –              | 0      | 0      | 16     | 0      |
| 2022/23        | Lierse Kempenzonen | Eerste klasse B    | 19         | 0          | 1     | 0     | –              | –              | 0      | 0      | 20     | 0      |
| 2023/24        | Lierse Kempenzonen | Eerste klasse B    | 9          | 0          | 2     | 0     | –              | –              | 0      | 0      | 11     | 0      |
| Club totaal    | Club totaal        | Club totaal        | 42         | 0          | 5     | 0     | 0              | 0              | 0      | 0      | 47     | 0      |
| Carrièretotaal | Carrièretotaal     | Carrièretotaal     | 159        | 5          | 10    | 0     | 0              | 0              | 1      | 0      | 170    | 5      |

Bijgewerkt tot en met 5 november 2023